# Bộ Chính trị Ban Chấp hành Trung ương Đảng Xã hội chủ nghĩa thống nhất Đức khóa IV (1954–1958)
Bộ chính trị Ban Chấp hành Trung ương Đảng Xã hội chủ nghĩa thống nhất Đức khóa IV (1954-1958) được bầu tại Hội nghị Trung ương lần thứ nhất của Ban chấp hành Trung ương Đảng Xã hội chủ nghĩa thống nhất Đức khóa IV được tổ chức ngày 6/4/1954.

## Ủy viên chính thức
| STT | Họ tên                      | Chức vụ đảm nhiệm                                                                      | Chức vụ đảm nhiệm | Ghi chú |
| STT | Họ tên                      | Chức vụ                                                                                | Nhiệm kỳ          | Ghi chú |
| --- | --------------------------- | -------------------------------------------------------------------------------------- | ----------------- | ------- |
| 1   | Friedrich Ebert (1894-1979) | Thị trưởng Thành phố Đông Berlin                                                       | 4/1954-7/1958     |         |
| 2   | Otto Grotewohl (1894-1964)  | Chủ tịch Hội đồng Bộ trưởng                                                            | 4/1954-7/1958     |         |
| 3   | Hermann Matern (1893-1971)  | Chủ tịch Ủy ban Kiểm tra Trung ương Đảng; Phó Chủ tịch Hội nghị Nhân dân (Volkskammer) | 4/1954-7/1958     |         |
| 4   | Wilhelm Pieck (1876-1960)   | Chủ tịch nước                                                                          | 4/1954-7/1958     |         |
| 5   | Heinrich Rau (1899-1961)    | Phó Chủ tịch Hội đồng Bộ trưởng; Bộ trưởng Bộ Kỹ thuật Cơ khí                          | 4/1954-6/1955     |         |
| 5   | Heinrich Rau (1899-1961)    | Phó Chủ tịch Hội đồng Bộ trưởng; Bộ trưởng Bộ Ngoại thương và Nội thương Đức           | 6/1955-7/1958     |         |
| 6   | Walter Ulbricht (1893-1973) | Bí thư thứ nhất Trung ương Đảng; Phó Chủ tịch Hội đồng Bộ trưởng                       | 4/1954-7/1958     |         |
| 7   | Willi Stoph (1910-1999)     | Bộ trưởng Bộ Nội vụ                                                                    | 4/1954-7/1958     |         |
| 8   | Alfred Neumann (1909-2001)  | Bí thư Trung ương Đảng                                                                 | 2/1958-7/1958     |         |

## Ủy viên dự khuyết
| STT | Họ tên                         | Chức vụ đảm nhiệm                                                                       | Chức vụ đảm nhiệm | Ghi chú                                   |
| STT | Họ tên                         | Chức vụ                                                                                 | Nhiệm kỳ          | Ghi chú                                   |
| --- | ------------------------------ | --------------------------------------------------------------------------------------- | ----------------- | ----------------------------------------- |
| 1   | Erich Honecker (1912-1994)     | Chủ tịch Thanh niên Đức Tự do                                                           | 4/1954-5/1955     |                                           |
| 1   | Erich Honecker (1912-1994)     | Đại diện Cộng hòa Dân chủ Đức tại Liên Xô tham dự Đại hội Đảng Cộng sản Liên Xô khóa XX | 5/1955-2/1958     |                                           |
| 1   | Erich Honecker (1912-1994)     | Bí thư Trung ương Đảng                                                                  | 2/1958-7/1958     |                                           |
| 2   | Erich Mückenberger (1910-1998) | Bí thư Trung ương Đảng                                                                  | 4/1954-7/1958     |                                           |
| 3   | Bruno Leuschner (1910-1965)    | Chủ tịch Ủy ban Kế hoạch Nhà nước                                                       | 4/1954-7/1958     | Phó Chủ tịch Hội đồng Bộ trưởng từ 1955   |
| 4   | Herbert Warnke (1902-1975)     | Chủ tịch Liên hiệp Công đoàn Đức Tự do                                                  | 4/1954-7/1958     |                                           |
| 5   | Alfred Neumann (1909-2001)     | Bí thư thứ nhất Thành ủy Berlin                                                         | 4/1954-2/1957     | Trở thành Ủy viên chính thức Bộ Chính trị |
| 5   | Alfred Neumann (1909-2001)     | Bí thư Trung ương Đảng                                                                  | 2/1957-2/1958     | Trở thành Ủy viên chính thức Bộ Chính trị |